# Jhonathan Lucas
Jhonathan Jeison Lucas Figueroa (n. Guayaquil, Guayas, Ecuador; 28 de enero de 1996) es un futbolista ecuatoriano. Juega de centrocampista y su equipo actual es Chacaritas Fútbol Club de la Serie B de Ecuador.

## Trayectoria
Realizó las categorías formativas en Fuerza Amarilla.

### Universidad Católica (Ecuador)
En el 2014 pasa a la Universidad Católica club donde logra su debut profesional, jugando dos partidos y no logrando marcar goles, lo mismo que en la temporada 2015. En el 2016 obtuvo una actuación regular llegando jugar 23 partidos y a marcar 2 goles por el Campeonato Ecuatoriano, mientras que en torneos internacionales jugó dos partidos y marcó un gol, válido para la Copa Sudamericana. En la temporada 2017, su equipo nuevamente volvió a participar en la Copa Sudamericana donde jugó dos partidos y marcó un gol, entre tanto que por Campeonato Ecuatoriano jugó 22 partidos y no marcó goles.
Finalmente en la etapa que estuvo con el club camarata desde 2014 hasta 2017 jugó un total de 49 partidos y marcó un gol, todos ellos por Campeonato Ecuatoriano, mientras que por torneos internacionales jugó cuatro partidos y marcó un gol.

### Macará
En el 2018 es contratado por el Macará de la ciudad de Ambato, en aquella temporada tuvo una totalidad de 25 juegos y un gol, teniendo una etapa aceptable, extendiendo el contrato de vinculación con el equipo hasta diciembre de 2020. En el 2019 su equipo disputó la Copa Sudamericana pero fue eliminado en la Primera fase ante el Royal Pari de Bolivia tras caer derrotado de visitante en el partido de ida por 1-0 y aunque en condición de local ganó 3-2 el resultado le favoreció al equipo boliviano por los goles de visitante. Mientras que por el Campeonato Ecuatoriano disputó un total de 25 partidos e hizo una anotación de un gol.
En el 2020 su equipo participó en la Copa Libertadores, pero fue eliminado en la segunda fase ante el Deportes Tolima de Colombia.

## Clubes
| Club                  | País    | Año         |
| --------------------- | ------- | ----------- |
| Universidad Católica  | Ecuador | 2015 - 2017 |
| Macará                | Ecuador | 2018 - 2020 |
| Técnico Universitario | Ecuador | 2021        |
| Chacaritas F. C.      | Ecuador | 2022 - act. |

### Participaciones internacionales
| Torneo                 | Club                 | País    | Resultado    |
| ---------------------- | -------------------- | ------- | ------------ |
| Copa Sudamericana 2016 | Universidad Católica | Ecuador | Primera fase |
| Copa Sudamericana 2017 | Universidad Católica | Ecuador | Segunda fase |
| Copa Sudamericana 2019 | Macará               | Ecuador | Primera fase |
| Copa Libertadores 2020 | Macará               | Ecuador | Segunda fase |